# چوشینگورا ۱/۴۷
چوشینگورا ۱/۴۷ (به ژاپنی: 忠臣蔵1/47 Chūshingura 1/47)) یک فیلم در ژانر جیدای‌گکی بر اساس چهل و هفت رونین است که در سال ۲۰۰۱ توسط فوجی تلویژن منتشر شد.

## بازیگران
- تاکویا کیمورا
- کویچی ساتو
- اری فوکاتسو
- ساتومی کوبایاشی
- تاکاکو ماتسو
- یاسوکو ماتسویوکی
- جون‌ایچی اوکادا
- ماساهیکو تسوگاوا
- ساتوشی تسومابوکی
- شین‌ایچی تسوتسومی